# دينيس رودمان
دينيس رودمان (بالإنجليزية: Dennis Rodman) لاعب كرة سلة أمريكي متقاعد من مواليد 13 مايو 1961 في ترينتون، نيو جيرسي.

## وصلات خارجية
- دينيس رودمان على موقع إن بي أي (الإنجليزية)
- دينيس رودمان على موقع سبورتس رفرنس (الإنجليزية)
- دينيس رودمان على موقع كرة السلة الأوروبية.كوم (الإنجليزية)
- دينيس رودمان على موقع ريلجم (الإنجليزية)
- دينيس رودمان على موقع بروبوليرز (الإنجليزية)
- دينيس رودمان على موقع CageMatch worker (الإنجليزية)
- دينيس رودمان على موقع قاعدة بيانات المصارعة على الإنترنت (الإنجليزية)
- دينيس رودمان على موقع قاعدة بيانات المصارعة على الإنترنت (الإنجليزية)
- دينيس رودمان على موقع عالم المصارعة على الإنترنت (الإنجليزية)
- دينيس رودمان على موقع عالم المصارعة على الإنترنت (الإنجليزية)